# (8993) Ingstad
(8993) Ingstad est un astéroïde de la ceinture principale.

## Description
(8993) Ingstad est un astéroïde de la ceinture principale. Il fut découvert le 30 octobre 1980 à La Silla par Richard M. West. Il présente une orbite caractérisée par un demi-grand axe de 2,39 UA, une excentricité de 0,21 et une inclinaison de 23,0° par rapport à l'écliptique.

## Compléments